# دیوید مک‌کون
دیوید مک‌کون (انگلیسی: David McMackon; ۱۹ مارس ۱۸۵۸ – ۱۰ دسامبر ۱۹۲۲) ورزشکار اهل کانادا بود.
وی در مسابقات کشوری و بین‌المللی در مجموع برندهٔ ۱ مدال نقره شده‌است.